# Völkerschlachtdenkmal

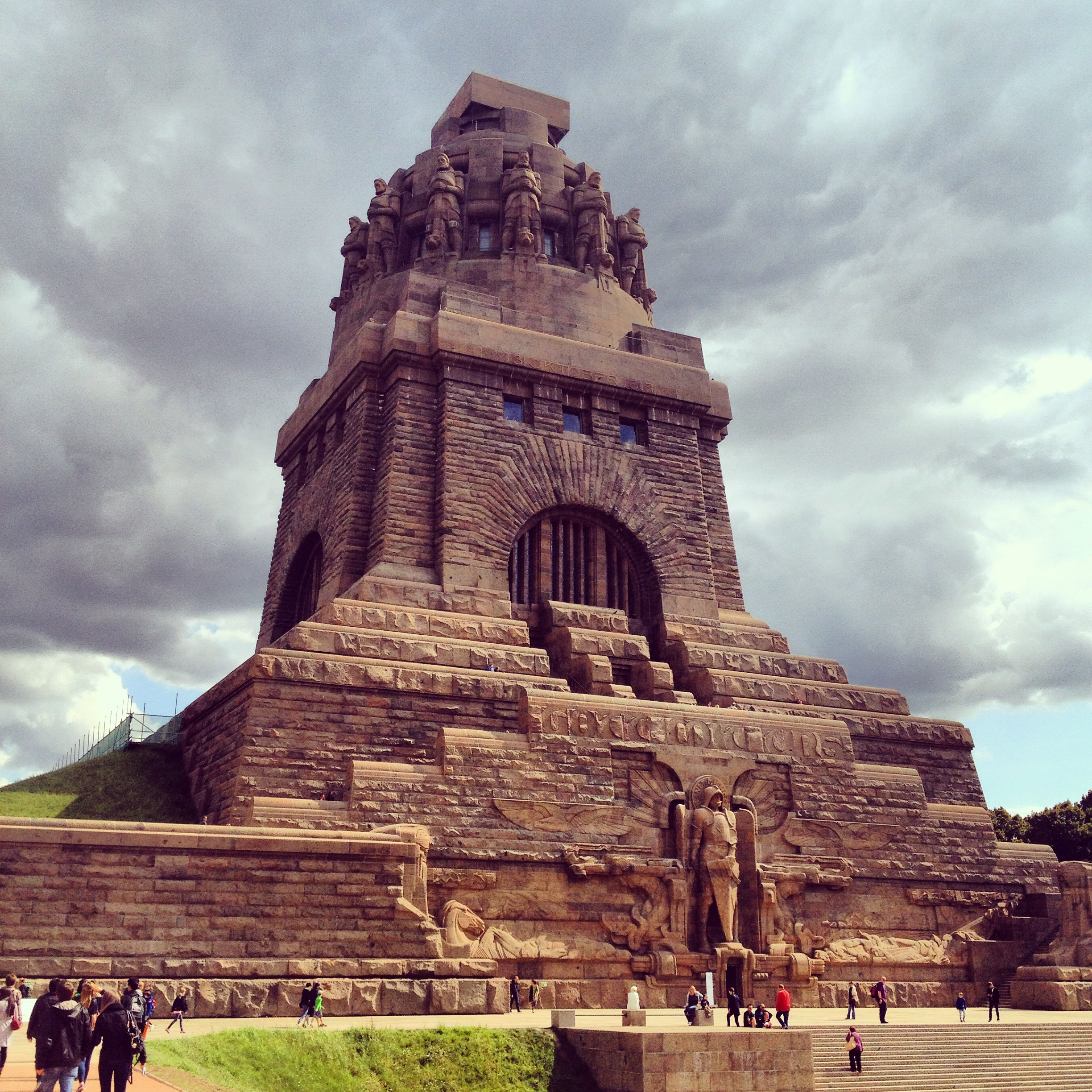
Het monument in 2014

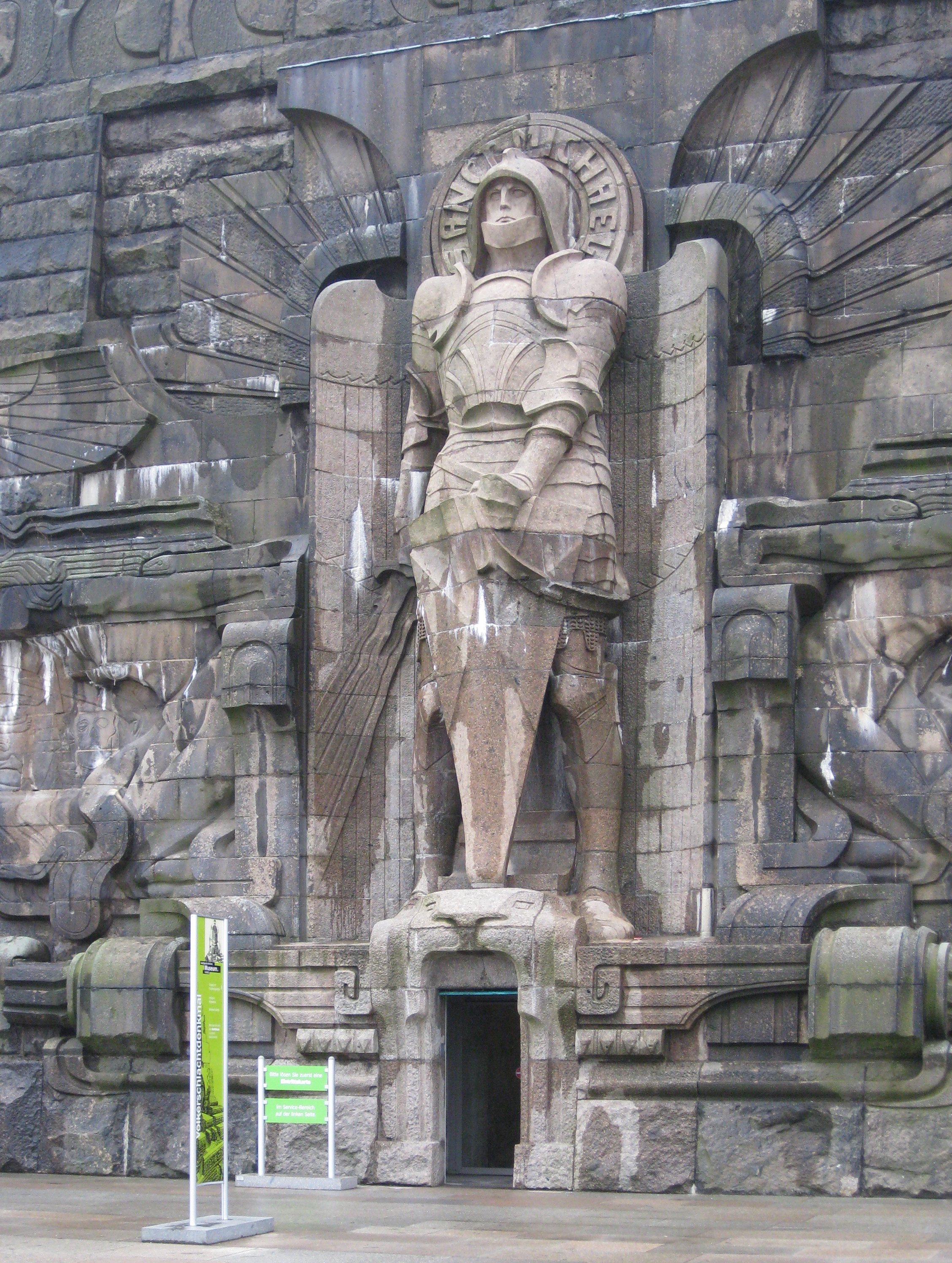
Aartsengel Michael aan de voet van het monument

Het Völkerschlachtdenkmal is een kolossaal oorlogsmonument in het Duitse Leipzig. Het werd aan het begin van de twintigste eeuw opgericht ter herdenking van de Slag bij Leipzig in 1813 gedurende de Zesde Coalitieoorlog.

## Slag bij Leipzig
Tijdens de herfst van 1813 werd er in de buurt van Leipzig wereldgeschiedenis geschreven. De legers van Rusland, Pruisen, Oostenrijk en Zweden stonden tegenover het leger van Napoleon. Van 16 tot en met 19 oktober vochten een half miljoen soldaten om de toekomstige politieke macht in Europa. De Slag bij Leipzig was daarmee de grootste veldslag in Europa vóór de Eerste Wereldoorlog. Dagenlang werd er op het platteland buiten de muren van de stad fel gevochten. Ten slotte erkende Napoleon zijn nederlaag en trok zich terug, op het slagveld bleven zo'n 110.000 doden en gewonden van beide partijen achter.

## Het monument
Honderd jaar later, in de bloeitijd van het wilhelminisme, werd de historische gebeurtenis grootscheeps herdacht. In 1913 werd het reusachtige Völkerschlachtdenkmal door keizer Wilhelm II ingewijd. Aanwezig waren de koning van Saksen en andere vorsten van Duitse staten en vertegenwoordigers van Oostenrijk, Rusland en Zweden.
Het bouwwerk is een belangrijk herkenningspunt van de stad. Het staat op de plaats waar Napoleon zich op 18 oktober 1813 tijdens de gevechten bevond. Bijzonder aan het monument is dat alle slachtoffers gelijkelijk worden herdacht, onafhankelijk van de rol die ze gedurende de veldslag moesten spelen.
- Architect: Bruno Schmitz
- Hoogte: 91 m
- Breedte: 126 m
- Hoogte koepelhal: 60 m
- Gewicht: 300.000 ton
- Bouwtijd: 15 jaar
- Kosten: 6 miljoen Goldmark

## Media
De Duitse folkband dArtagnan heeft in 2021 ter herinnering een nummer over de slag gemaakt.